# Svarttjärnen (Degerfors socken, Västerbotten, 716844-168839)
Svarttjärnen är en sjö i Vindelns kommun i Västerbotten och ingår i Sävaråns huvudavrinningsområde.